# Cruisen

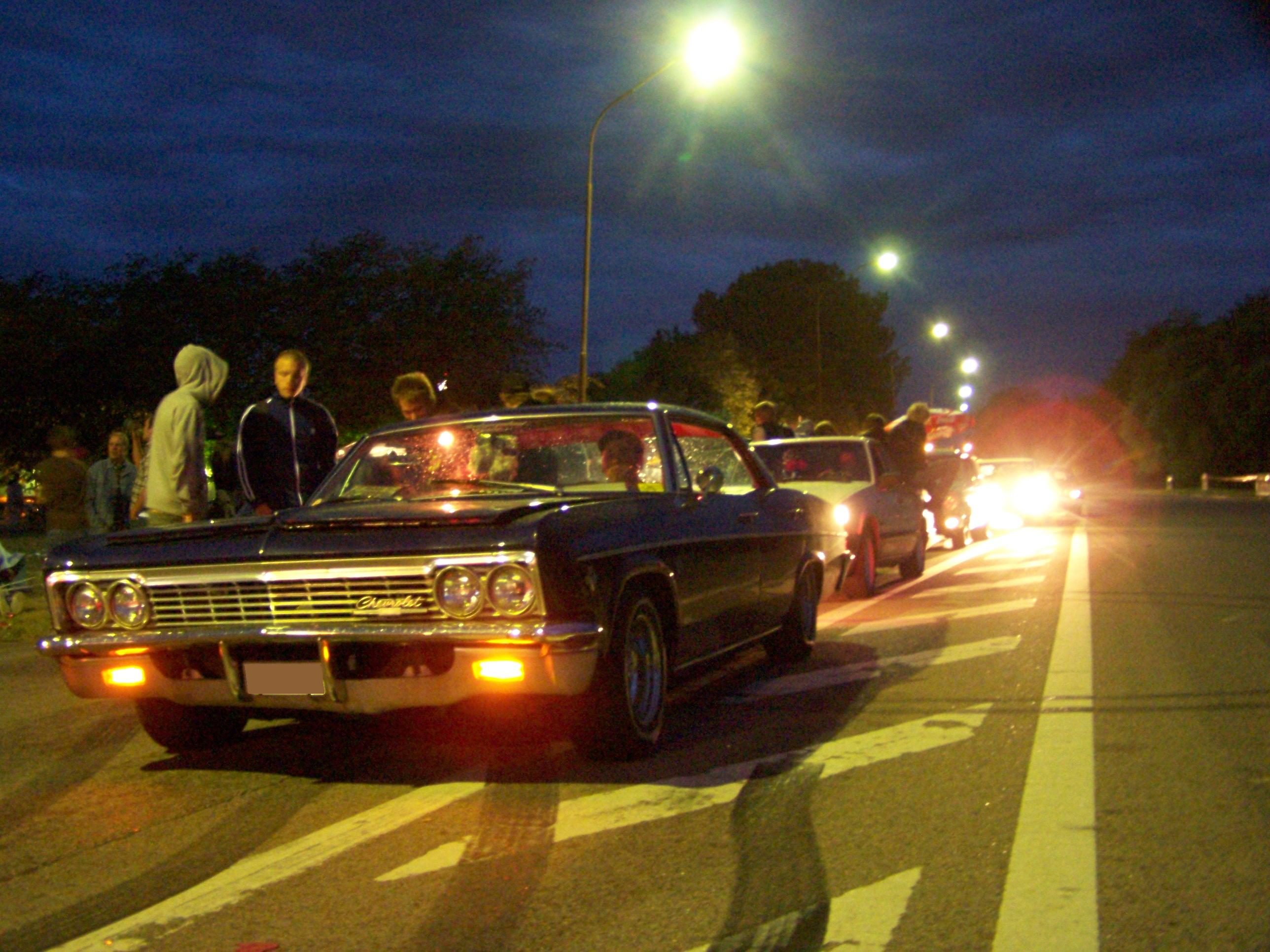
Nächtliches Cruisen beim Power Big Meet in Västerås, Schweden

Cruisen (engl. to cruise, dt. „fahren, kreuzen“) ist ein Lehnwort für ein ursprünglich in den 1950er Jahren unter US-amerikanischen Teenagern entstandenes Freizeitvergnügen, bei dem man mit einem Automobil langsam an von vielen Passanten frequentierten Orten (Strand etc.) entlangfährt. Dabei geht es um die Darstellung des eigenen sozialen Status und meist auch um das Finden von Sexualpartnern.

## Beschreibung
In der Jugendsprache bezeichnet der Begriff das „möglichst coole Herumfahren“ etwa mit einem Longboard oder Cruiser. Auch das innerstädtische Umherfahren, häufig mit Cabrios, Sportwagen oder SUVs, wird als Cruisen oder Posing bezeichnet. Verwendet wird der Begriff zum Beispiel auch im Charthit Cruisen der Hip-Hop-Band Massive Töne: „Wir sind die Coolsten, wenn wir cruisen, wenn wir durch die City düsen, wir sind die Coolsten, wenn die süßen Ladies uns mit Küsschen grüßen.“
Das Verb to cruise in der Bedeutung „gemeinsames, langsames Herumfahren von Teenagern mit ihren Autos“ ist seit 1957 nachgewiesen.
Zu unterscheiden ist Cruisen vom aus der schwulen Szene stammenden Cruising, der zielgerichteten Suche nach Partnern. Ein Fahrzeug wird nicht zwangsläufig benötigt, die Gemeinsamkeit besteht aber im Umherstreifen.
In Deutschland ist das Cruisen nach § 30 Abs. 1 Satz 3 Straßenverkehrs-Ordnung (StVO) verboten, wenn unnütz umhergefahren wird.
Der Film American Graffiti thematisiert cruisen.